# 이나에역
이나에역(일본어: 稲枝駅, いなええき 이나에에키[*])은 일본 시가현 히코네시에 위치한 서일본 여객철도의 역이다.

## 승강장
상대식 승강장으로 2면 2선의 지상역이다. 역사는 교토 방면 승강장 측에 있어 마이바라 방면 승강장으로는 과선교(跨線橋)를 통해 연결되어 있다. 역 업무는 서일본 여객철도 교통 서비스에 위탁되어 있다. 이코카 및 제휴된 IC 카드의 사용이 가능하다.
| 1 | ■ 비와코 선 (상행) | 마이바라 · 나가하마 방면    |
| 2 | ■ 비와코 선 (하행) | 구사쓰 · 교토 · 오사카 방면 |

## 승차량 변동
| 회사      | 승차 인원 | 승차 인원 | 승차 인원 | 승차 인원 | 승차 인원 | 승차 인원 | 승차 인원 | 승차 인원 | 주 석 |
| 회사      | 1993년    | 1994년    | 1995년    | 1996년    | 1997년    | 1998년    | 1999년    | 2000년    | 주 석 |
| --------- | --------- | --------- | --------- | --------- | --------- | --------- | --------- | --------- | ----- |
| JR 서일본 | 3415      | 3488      | 3383      | 3306      | 3137      | 3072      | 2972      | 2852      | [ 1 ] |
| 회사      | 2001년    | 2002년    | 2003년    | 2004년    | 2005년    | 2006년    | 2007년    | 2008년    |       |
| JR 서일본 | 2715      | 2677      | 2642      | 2617      | 2616      | 2586      | 2560      | 2525      | [ 1 ] |

## 역사
- 1920년 7월 1일: 일본국유철도 도카이도 선의 일부로서 개업. 여객 및 화물이 모두 취급됨.
- 1963년 2월 1일: 화물 취급이 폐지되었다.
- 1987년 4월 1일: 소속이 서일본 여객철도로 변경되었다.
- 2003년 11월 1일: 이코카의 사용이 개시되었다.

## 인접한 역
| 서일본 여객철도 도카이도 본선 | 서일본 여객철도 도카이도 본선 | 서일본 여객철도 도카이도 본선 |
| ----------------------------- | ----------------------------- | ----------------------------- |
| 가와세 마이바라 방면          | ■ 비와코 선 보통              | 노토가와 히메지 방면          |